# ATP Challenger Salvador
Das ATP Challenger Salvador (offiziell: Aberto de Bahia) war ein Tennisturnier, das in großen Abständen zunächst dreimal in Salvador da Bahia, Brasilien stattfand. Es gehörte zur ATP Challenger Tour und wurde im Freien auf Hartplatz gespielt. 2022 fand erneut ein Turnier in Salvador statt.

## Liste der Sieger

### Einzel
| Jahr                         | Sieger         | Finalgegner        | Ergebnis      |
| ---------------------------- | -------------- | ------------------ | ------------- |
| 2022                         | João Domingues | Tomás Barrios Vera | 7:69, 6:1     |
| 2011–2021: nicht ausgetragen |                |                    |               |
| 2010                         | Ricardo Mello  | Thiago Alves       | 5:7, 6:4, 6:4 |
| 2002–2009: nicht ausgetragen |                |                    |               |
| 2001                         | André Sá       | Alexandre Simoni   | 6:3, 6:2      |
| 1980–2000: nicht ausgetragen |                |                    |               |
| 1979                         | Carlos Kirmayr | Júlio Góes         | 6:1, 7:5      |

### Doppel
| Jahr                         | Sieger                           | Finalgegner                       | Ergebnis       |
| ---------------------------- | -------------------------------- | --------------------------------- | -------------- |
| 2022                         | Diego Hidalgo Cristian Rodríguez | Orlando Luz Felipe Meligeni Alves | 7:5, 6:1       |
| 2011–2021: nicht ausgetragen |                                  |                                   |                |
| 2010                         | Franco Ferreiro André Sá         | Uladsimir Ihnazik Martin Kližan   | 6:2, 6:4       |
| 2002–2009: nicht ausgetragen |                                  |                                   |                |
| 2001                         | Adriano Ferreira Daniel Melo     | Alejandro Hernández Ivo Karlović  | 1:6, 6:3, 7:63 |
| 1980–2000: nicht ausgetragen |                                  |                                   |                |
| 1979                         | Álvaro Fillol Rolf Thung         | Tony Graham Christopher Sylvan    | 6:7, 6:4, 7:6  |